# Liste des concept cars d'Alfa Romeo
Durant son histoire la marque automobile au trèfle à quatre feuilles  Alfa Romeo a créé de nombreux concept cars dont certains ont débouché sur des voitures de série.

## Liste des Concept-cars Alfa Romeo
| Année | Modèle                             | Designer                                | Image |
| ----- | ---------------------------------- | --------------------------------------- | ----- |
| 1953  | Disco Volante                      | Alfa Romeo                              |       |
| 1953  | B.A.T. 5                           | Bertone                                 |       |
| 1954  | B.A.T. 7                           | Bertone                                 |       |
| 1954  | 2000 Sportiva                      | Bertone                                 |       |
| 1955  | B.A.T. 9                           | Bertone                                 |       |
| 1955  | Giulietta Bertone Spider 002 / 004 | Franco Scaglione-Bertone                |       |
| 1964  | Canguro                            | Giorgetto Giugiaro                      |       |
| 1966  | Scarabeo                           | O.S.I.                                  |       |
| 1968  | Carabo                             | Bertone                                 |       |
| 1968  | Iguana                             | Giorgetto Giugiaro                      |       |
| 1969  | 33.2                               | Pininfarina                             |       |
| 1971  | Cuneo                              | Pininfarina                             |       |
| 1971  | Caimano                            | Italdesign Giugiaro                     |       |
| 1975  | Eagle                              | Pininfarina                             |       |
| 1976  | Navajo                             | Bertone                                 |       |
| 1976  | New York Taxi                      | Italdesign Giugiaro                     |       |
| 1982  | Capsula                            | Italdesign Giugiaro                     |       |
| 1983  | Zeta 6                             | Zagato                                  |       |
| 1983  | Delfino                            | Bertone                                 |       |
| 1983  | Tempo Libero                       | Zagato                                  |       |
| 1986  | Vivace                             | Pininfarina                             |       |
| 1991  | Proteo                             | Centro Stile Alfa Romeo                 |       |
| 1995  | Progetto Cinque                    | Zender                                  |       |
| 1996  | Nuvola                             | Centro Stile Alfa Romeo / Bertone       |       |
| 1997  | Sportut                            | Bertone                                 |       |
| 1997  | Monoposto                          | Centro Stile Alfa Romeo / Zagato        |       |
| 1997  | Scighera                           | Fabrizio Giugiaro                       |       |
| 1998  | Dardo                              | Pininfarina                             |       |
| 1999  | Centauri                           | Centro Stile Alfa Romeo                 |       |
| 1999  | Bella                              | Bertone                                 |       |
| 2001  | Vola                               | Fioravanti                              |       |
| 2003  | Kamal                              | Centro Stile Alfa Romeo                 |       |
| 2004  | Visconti                           | Giorgetto Giugiaro                      |       |
| 2006  | Diva                               | Centro Stile Alfa Romeo / Espera Sbarro |       |
| 2008  | B.A.T. 11                          | Bertone                                 |       |
| 2010  | 2uettottanta                       | Pininfarina                             |       |
| 2010  | Pandion                            | Bertone                                 |       |
| 2011  | 4C                                 | Centro Stile Alfa Romeo                 |       |
| 2012  | Disco Volante Touring              | Carrozzeria Touring Superleggera        |       |
| 2013  | Gloria                             | Istituto Europeo di Design              |       |

## Source de traduction
- (en) Cet article est partiellement ou en totalité issu de l’article de Wikipédia en anglais intitulé « Alfa Romeo concept cars » (voir la liste des auteurs).